# Carrer de Sant Miquel
El carrer Sant Miquel és un carrer del centre de la ciutat de Mallorca que va de les Avingudes fins a la plaça Major. És un dels principals eixos del centre històric, i comunica amb altres carrers com el carrer dels Oms, la plaça del Mercat i la plaça de la Porta Pintada. Té continuïtat per la Ciutat Nova en el carrer de Blanquerna.
És un dels principals eixos comercials de tota la ciutat: compta amb molts de cafès i locals comercials de roba, sabates, accessoris, joguines, esport, etc. El seu nom és degut a l'església dedicada a Sant Miquel, situada a mig carrer. Abans havia rebut els noms de carrer de la Síquia (pel fet que, antigament, hi transcorria la Síquia de la Vila, que duia aigua de la font de la Vila i la font d'en Baster), carrer dels Hortelans (pels horts adjacents a la dita síquia) i carrer Major. Per aquest carrer va entrar el Rei en Jaume el dia 31 de desembre de 1229, el dia que conquerí la ciutat. La Porta Pintada era la porta per on entrà la host catalana, motiu pel qual tenia un gran simbolisme, fins que fou enderrocada el 1912.